# Nabilon
Nabilon ist ein vollsynthetisches Derivat des Δ9-Tetrahydrocannabinols. Nabilon wurde 1975 von Eli Lilly als Tranquilizer und Antiemetikum patentiert.

## Herstellung
Eine vielstufige Synthese ausgehend von 3,5-Dimethoxybenzaldehyd ist in der Literatur beschrieben. Die Synthese kann auch durch Isomerisierung aus dem entsprechenden 6a,10a-cis-Produkt erfolgen, welches seinerseits aus Kondensation von Resorcinderivaten mit 4-(1-Hydroxy-1-methylethyl)-3-cyclohexen-1-on zugänglich ist.

## Stereoisomerie
3-(1,1-Dimethylheptyl)-6,6a,7,8,10,10a-hexahydro-1-hydroxy-6,6-dimethyl-9H-dibenzo[b,d]pyran-9-on enthält zwei stereogene Zentren. Es kann also vier Stereoisomere geben. Der Arzneistoff Nabilon ist ein Racemat [1:1-Gemisch aus der (6aR,10aR)-Form und der (6aS,10aS)-Form, die ein einander enantiomer sind]. Die beiden anderen Stereoisomere [(6aR,10aS)-Form und (6aS,10aR)-Form] besitzen keine pharmakologische Bedeutung.

## Rechtliches
Nabilon ist als Betäubungsmittel in der Anlage III des deutschen Betäubungsmittelgesetzes aufgeführt. Es ist somit in Deutschland verkehrsfähig und muss auf dem Betäubungsmittelrezept verschrieben werden.

## Indikation
Nabilon ist zugelassen
- als Antiemetikum bei Übelkeit und Erbrechen unter Zytostatika bzw. Bestrahlungstherapie im Rahmen einer Krebstherapie.

## Handelsnamen
- Cesamet (USA, GB)
- Canemes (AT, DE)